# Райс, Эммануил Матусович
Эммануи́л Ма́тусович Райс (14 августа 1909, Хотин, Бессарабская губерния — 28 января 1981, Париж) — литературовед, литературный критик, поэт, переводчик и эссеист русской эмиграции в Париже. Доктор философии (1972).

## Биография
Родился в Хотине, где его отец Матус Менделевич Райс был управляющим сахаро-рафинадного завода; дед был литератором и переводчиком на идише. Когда отец занялся лесоторговлей, вся семья перебралась в Малинцы, а в 1927 году покинула Бессарабию и обосновалась в Париже; сам же Эммануил Райс остался в Румынии на учёбу. Окончил юридический факультет Бухарестского университета (1931), после чего работал адвокатом в Хотине. Помимо идиша, русского, древнееврейского и румынского, владел французским, английским, немецким, украинским и рядом восточно-европейских и восточных языков (в том числе латинским и древнегреческим), в общей сложности — 18-ю языками.
Поселившись в Париже в 1934 году, окончил Институт восточных языков Парижского университета и Высшую школу социальных наук (1936), работал библиотекарем. Во время оккупации Франции, жил в Гренобле и Лионе (1939—1942), участвовал в движении сопротивления в Гренобле и в Сен-Лоран-дю-Пон (Департамент Изер), затем занимался издательской деятельностью. После войны возвратился в Париж, где работал телефонистом, преподавателем иностранных языков и сотрудничал в ряде эмигрантских журналов правой направленности («Континент», «Грани», «Возрождение», газете «Русская мысль»). В 1940—1950-х годах сотрудничал в газете «Le Monde Juif» (Еврейский мир), публиковался в журнале «Esprit». Получив диплом библиотекаря, работал в La bibliothèque de l’Alliance israélite universelle (библиотека Всемирного еврейского союза), затем в Национальной библиотеке. С 1955 года работал обозревателем на Радио «Свобода» в Мюнхене, но уже в следующем году был вынужден покинуть радиостанцию и начал преподавать в l'École des Langues Orientales. В 1956 году входил в литературно-художественную группу «Числа». С 1965 года — сотрудник Национального центра научных исследований (CNRS). С 1960-х годов преподавал в Национальном институте языка и восточных цивилизаций в нантеровском кампусе Парижского университета, где в 1972 году защитил диссертацию.
Эммануил Райс — автор многочисленных статей и монографических обзоров о современных русских поэтах (Тихон Чурилин, Осип Мандельштам, Борис Поплавский, Булат Окуджава, Леонид Губанов), а также о французской и украинской литературе (Василь Голобородько). Был одним из составителей и автором вступительной статьи сборника стихотворений Николая Заболоцкого (1965), написал предисловие к двухтомным собраниям стихотворений Николая Клюева (1969) и Максимилиана Волошина (1982), посмертному собранию сочинений Сергея Рафальского («За чертой», 1983). Составил антологию русской поэзии от XVIII века и до наших дней на французском языке (Anthologie de la poésie russe: du XVIIIe siècle à nos jours, 1947), где был автором большинства переводов. Стихотворения самого Райса вошли в антологию «Эстафета». Отдельными брошюрами вышли его работы «Поэзия Николая Заболоцкого» (1963), «Николай Клюев», «Булат Окуджава». Публицистические статьи Райса отличались своей антикоммунистической направленностью.
Начиная с 1950-х годов опубликовал ряд исследований современной украинской поэзии (Эмма Андиевская, Михаил Драй-Хмара, Владимир Свидзинский) и особенно поколения шестидесятников, главным образом в газетах «Українська літературна газета» и «Сучасність», а также эссе философского, эстетического и публицистического содержания на украинском языке. В 1967 году составил и написал предисловие к антологии современной украинской поэзии на французском языке «L’Ukraine, cette inconnue».
Перевёл на французский язык ряд древнееврейских манускриптов, в том числе мидрашей, а также написал комментарии и эссе к ним. В 1966 году член-основатель масонской ложи «Голос Украины».

## Семья
Жена (с 1951 года) — Жанна Клейн (Jeanne Klein; 1915, Страссбург — 2011, Париж); сыном её сестры Блимы (Берты) Бернхайм (1913—2004) был главный раввин Франции Жиль Бернхайм (род. 1952).

## Книги
- Anthologie de la poésie russe: du XVIIIe siècle à nos jours (совместно с Жаком Робером). Париж: Bordas, 1947. — 471 стр.
- Esprit, N° 10, octobre 1947 (N° 138), Directeur: Emmanuel Mounier. Статья Э. М. Райса «Le Judaïsme devant le monde contemporain» (стр. 21).
- Э. М. Райс. Украинская поэзия нашей эпохи (в журнальном варианте — «Грани», 1959. — № 42. — С. 136—153). Франкфурт-на-Майне, 1960.
- Емануїл Райс. Філософія центру. Мюнхен, 1961.
- Zarfin. Vues générales sur l’oeuvre de Zarfin… (коллективный сборник о творчестве художника Файбиша-Шраги Царфина, 1899—1975). Париж: P. Cailler, 1962.
- Н. А. Заболоцкий. Стихотворения под редакцией Г. П. Струве и Б. А. Филиппова. Вступ. ст. Алексиса Раннита, Бориса Филиппова и Эммануила Райса. Вашингтон: Международное содружество, 1965.
- Э. М. Райс. Под глухими небесами (из дневников 1938—1941). Мюнхен—Нью-Йорк: Международное литературное содружество, 1967.
- L’Ukraine: cette inconue. P.I.U.F, 1967.
- La Nouvelle vague littéraire en Ukraine: Textes recueillis et présentés par Myroslawa Maslow (вступительная статья). Éditions P.I.U.F., 1967.
- О. Э. Мандельштам. Собрание сочинений под редакцией Г. П. Струве и Б. А. Филиппова. Вступ. ст. Г. П. Струве и Э. М. Райс. Мюнхен, 1967 и Москва: Терра, 1991.
- Николай Клюев. Сочинения в 2-х тт. Вступ. ст. Эммануил Райс. A. Neimanis Buchvertrieb und Verlag, 1969.
- Максимилиан Волошин. Стихотворения и поэмы в двух томах. Вступительные статьи Б. Филиппова и Э. Райса. Париж: YMCA-Press, 1982.
- С. М. Рафальский. За чертой: Стихи. Вст. статья Э. М. Райса. Париж: Альбатрос, 1983.
- «Хочется взять всё замечательное, что в силах воспринять, и хранить его…»: Письма Э. М. Райса В. Ф. Маркову (1955—1978). В книге «Если чудо вообще возможно за границей…: Эпоха 1950-х гг. в переписке русских литераторов-эмигрантов». Составитель Олег Коростелев. М.: Русское зарубежье — Русский путь, 2008.